# 保加利亚左翼
保加利亚左翼是保加利亚的一个左翼政党。该党成立于2009年4月4日。它的意识形态是民主社会主义。它的领导人是Hristofor Dochev、Margarita Mileva和Ivan Genov。总部位于索非亚。它是欧洲左翼党的成员。2012年，该党有党员6000人。